# エリック・マキシム・シュポ＝モティング
ジャン＝エリック・マキシム・シュポ＝モティング（Jean-Eric Maxim Choupo-Moting, 1989年3月23日 - ）は、西ドイツ・ハンブルク出身のサッカー選手。カメルーン代表。MLS・ニューヨーク・レッドブルズ所属。ポジションはFW。
チュポ＝モティングと表記されることもある。

## 経歴

### ユース
ハンブルクで生まれたシュポ＝モティングは、ハンブルク・オッテンセンを拠点とするFCテウトニア・オッテンセン05の下部組織からキャリアを始めた。2000年にアルトナ93へ移動し、ハンブルガー・ポカールで優勝。2003年にFCザンクト・パウリに加入した。

#### ハンブルガー
2004年から地元のハンブルガーSVの下部組織に移籍。2006-07シーズン冬の中断期間にリザーブチームに登録されると、2007年5月5日にプロ契約を2010年まで結び、2008-09シーズンのトップチームに登録された。2007年8月1日にユヴェントスFCとの親善試合（1-0）で初得点を挙げ、それから4日後のDFBポカール・ホルシュタイン・キール戦（5-0）でプロデビューを果たした。8月11日のハノーファー96戦で69分から出場し、ブンデスリーガデビュー。2008年2月1日に契約を2011年6月30日まで延長した。

#### ニュルンベルク
2009年8月下旬に1.FCニュルンベルクへ1年間貸し出され、9月19日のバイエルン・ミュンヘン戦（1-2）で移籍後初得点を挙げた。前半戦は10試合でフル出場が僅か2試合、第24節までは1得点のみだったものの、第25節のバイエル・レバークーゼン戦で当時無敗を誇っていた相手に2得点を決める活躍を見せたことで以降はレギュラーを掴み取り、このシーズンで昇降格プレーオフを含め27試合6得点を記録。また、2部降格危機にある中でFCアウクスブルクとのプレーオフ第2戦で得点を挙げ、残留に貢献した。

#### ハンブルガー復帰
ドイツ・ブンデスリーガ2010-2011に復帰し、前半戦はリーグ戦で10試合（2得点）, ポカールで2試合に出場。後半戦に1.FCケルンへ貸し出されることで合意に達したものの、FAX機の故障が原因で書類の提出期限に間に合わず受理されなかった。ケルン側は、FAXの技術的な問題を理由にドイツサッカーリーグ機構 (DFL)に許可を求めたが、最終的に移籍することは出来なかった。この契約が破断したことでハンブルガーに戻るも、トップチームに居場所はなく、4部のリザーブチームでプレーすることになり、2011年6月30日に契約満了に伴い退団した。

#### マインツ
2011年5月18日に自由移籍で1.FSVマインツ05へ3年契約で加入し、1年目にチーム最多の10得点を挙げた。

#### ストーク
2017年8月7日、ストーク・シティFCと3年契約を結ぶ。

#### パリ・サンジェルマン
2018年8月31日、マインツ時代の監督トーマス・トゥヘル率いるパリ・サンジェルマンFCと2年契約を結ぶ。リーグ・アンデビュー戦となった9月23日のスタッド・レンヌ戦ではPSGでの初得点を記録。しかし、先発出場の機会は限られ、特に2019年4月6日のRCストラスブール戦で、クリストファー・エンクンクのシュートをゴールライン上で誤って止めてしまった場面は「サッカー史上最悪のミス」と評されるなど、信頼を掴めたとは言えなかった。

#### バイエルン・ミュンヘン
2020年10月5日、FCバイエルン・ミュンヘンと2021年6月30日までの契約を締結。2021年6月4日には2023年までの契約延長に合意した。加入後2シーズンはロベルト・レヴァンドフスキのバックアッパーだったが、2022-23シーズンにレヴァンドフスキがFCバルセロナに移籍すると、監督のユリアン・ナーゲルスマンの信頼を掴み1トップに抜擢。ブンデスリーガでは19試合に出場して10ゴールを記録した。2023-24シーズンにはハリー・ケインがトッテナム・ホットスパーFCから移籍してきたが、バイエルン加入後では最多となるブンデスリーガ28試合に出場した。2024年5月12日、契約満了により2023-24シーズン限りでバイエルンを退団することが発表された。

#### ニューヨーク・レッドブルズ
バイエルン退団後半年近く無所属であったが、2024年12月19日にMLSのニューヨーク・レッドブルズと契約した。

### 代表
シュポ＝モティングは、ユース時代はドイツ代表としてU-19及びU-21でプレーし、2007年9月12日にドイツサッカー連盟 (DFB)が選定する最優秀選手賞・フリッツ・ヴァルター・メダルの銀メダルを受賞した。
A代表は、父の母国であるカメルーン代表でプレーすることを決意し、ポール・ル・グエン監督の下で2010 FIFAワールドカップに向けた候補30人に選出された。6月5日のセルビア戦（3-4）で初得点を記録。その後、本大会23人のメンバーに選出され、日本戦とオランダ戦で出場（共に先発）したが、共に得点を挙げることは出来ずに最下位で敗退した。
2022年、ワールドカップカタール大会ではグループリーグ第2戦のセルビア戦で、2-3から同点とするゴールを挙げた。

## 代表歴

### 出場大会
- カメルーン代表
  - 2010 FIFAワールドカップ
  - 2014 FIFAワールドカップ
  - 2022 FIFAワールドカップ

### 試合数
- 国際Aマッチ 73試合 20得点（2010年-）[17]

| カメルーン代表 | 国際Aマッチ | 国際Aマッチ |
| 年             | 出場        | 得点        |
| -------------- | ----------- | ----------- |
| 2010           | 6           | 2           |
| 2011           | 7           | 2           |
| 2012           | 6           | 5           |
| 2013           | 3           | 0           |
| 2014           | 12          | 3           |
| 2015           | 7           | 0           |
| 2016           | 2           | 1           |
| 2017           | 2           | 0           |
| 2018           | 4           | 1           |
| 2019           | 6           | 1           |
| 2020           | 0           | 0           |
| 2021           | 6           | 2           |
| 2022           | 11          | 3           |
| 2023           | 1           | 0           |
| 通算           | 73          | 20          |

## タイトル

### クラブ
パリ・サンジェルマン
- リーグ・アン：2回（2018-19, 2019-20）
- クープ・ドゥ・フランス：2019-20
- クープ・ドゥ・ラ・リーグ：2019-20

バイエルン・ミュンヘン
- ブンデスリーガ：3回（2020-21, 2021-22, 2022-23）
- DFLスーパーカップ：2回（2021, 2022）
- FIFAクラブワールドカップ：FIFAクラブワールドカップ2020